# White Ensign

Die britische White Ensign

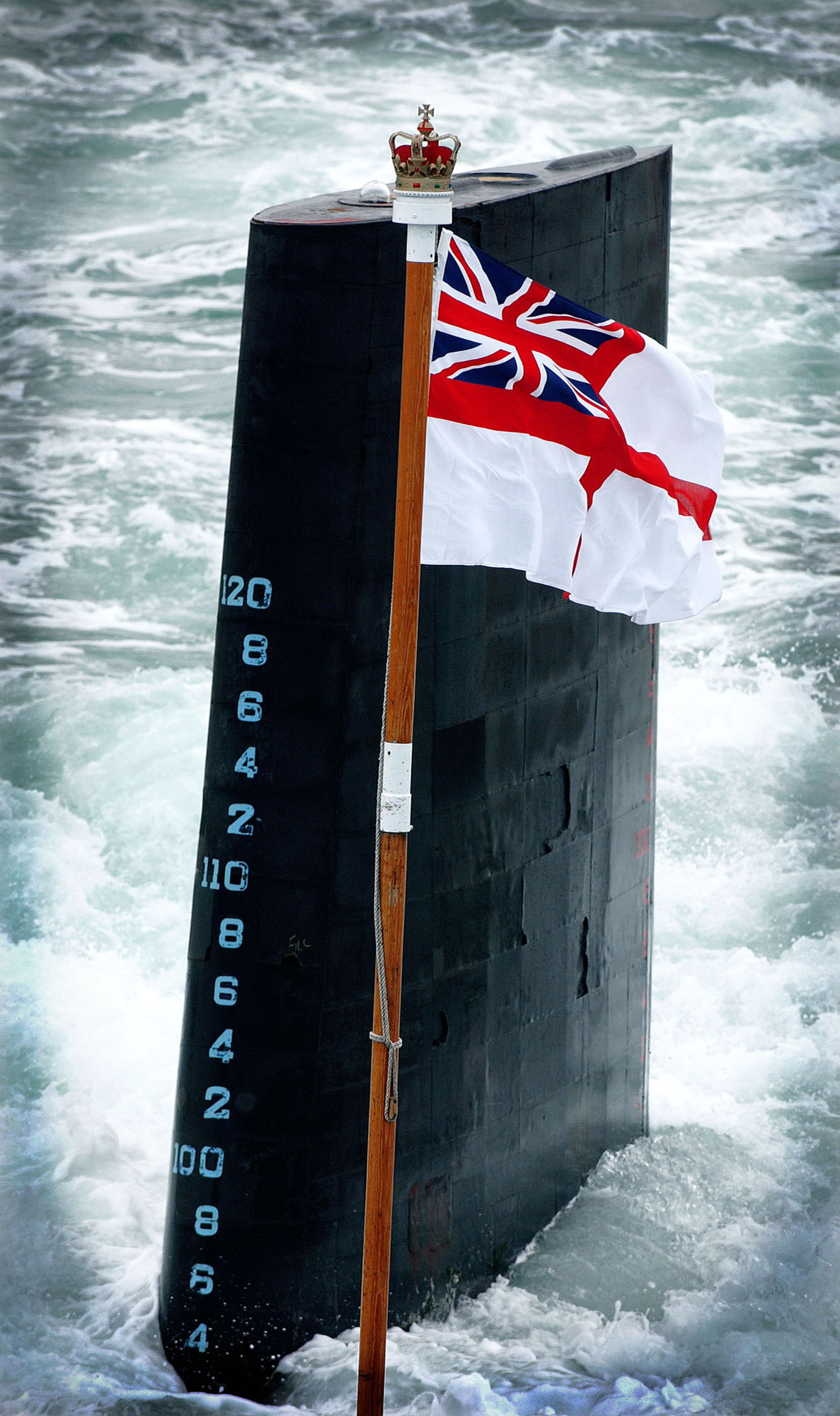
HMS Trafalgar

Die White Ensign (deutsch: Weiße Flagge) ist die heutige britische Seekriegsflagge. Sie besteht aus dem Sankt-Georgs-Kreuz der englischen Flagge mit dem Union Jack in der Gösch (oberes, mastseitiges Eck der Flagge). 

## Geschichte und Verwendung

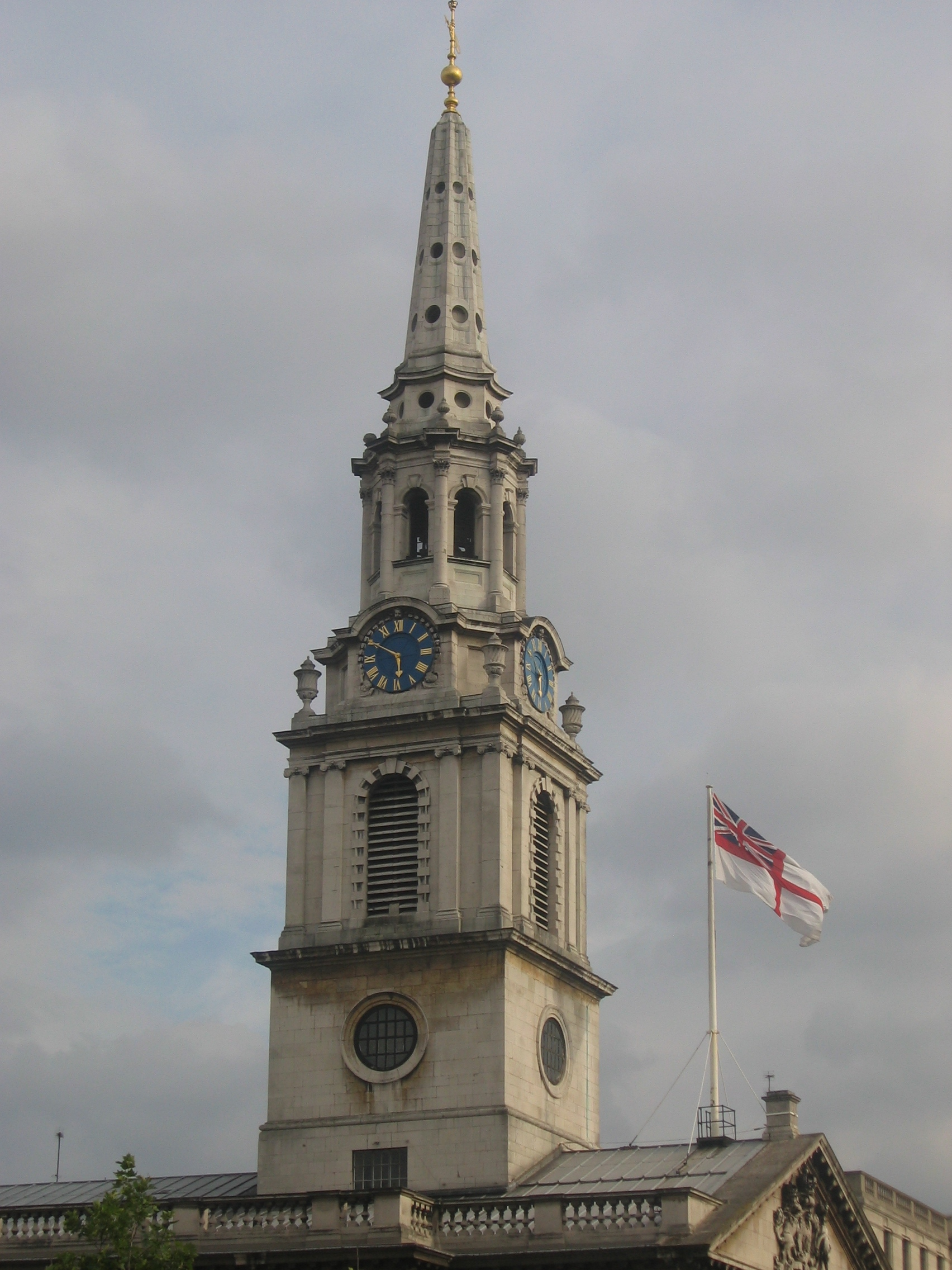
Die White Ensign auf dem Dach von St. Martin-in-the-Fields, Trafalgar Square

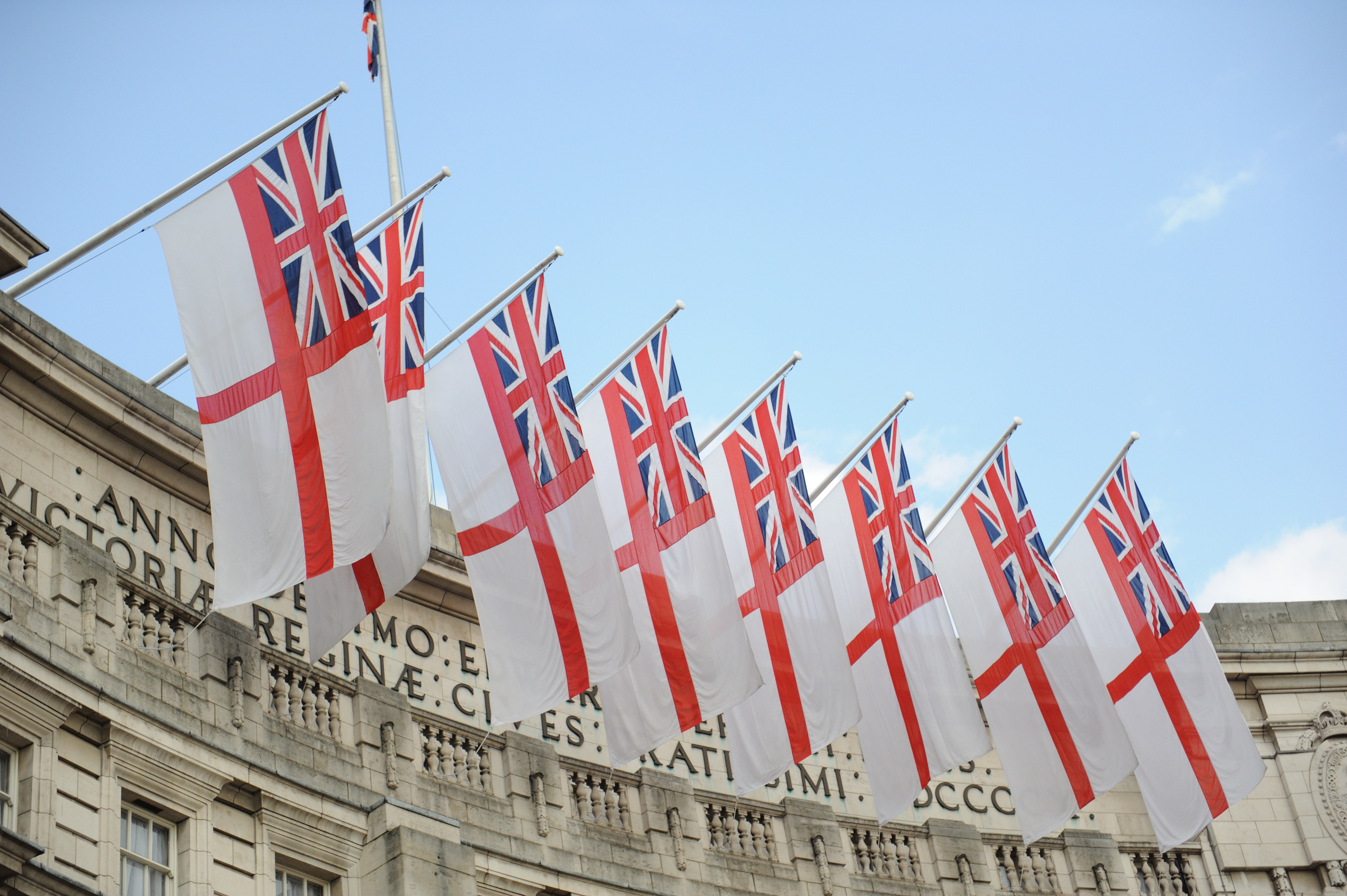
Der Admiralty Arch wird regelmäßig mit White Ensigns dekoriert, hier am Georgstag 2011

Die White Ensign war mit leichten Änderungen seit 1630 die Flagge des weißen Geschwaders, eines der drei Geschwader der englischen, später der britischen Marine. 1864 wurde sie offizielle Flagge der Royal Navy und verdrängte die Blue Ensign, Flagge des blauen Geschwaders, und Red Ensign, Flagge des roten Geschwaders.
Die Royal Navy setzt die White Ensign auf allen Kriegsschiffen und Landeinrichtungen. Außerhalb dieser Verwendung darf die Flagge nur mit Erlaubnis der Royal Navy gehisst werden. Diese Erlaubnis haben seit einer Befugnis der Admiralität aus dem Jahr 1829 alle britischen Mitglieder des Segelclubs Royal Yacht Squadron auf der Isle of Wight, die auf ihren Yachten als einzige Zivilfahrzeuge die Flagge White Ensign statt der regulären britischen Handelsflagge, der Red Ensign, führen dürfen.
Diese Flagge ist an bestimmten Tagen über der Londoner Kirche St. Martin-in-the-Fields zu sehen, der Hauskirche der britischen Admiralität.

## White Ensigns der Commonwealth-Staaten
Einige Commonwealth-Staaten haben das britische Flaggensystem übernommen und eigene White Ensigns für ihre Seestreitkräfte oder Landstreitkräfte eingeführt.
| Flagge | Name                          | Staat      | Verwendung                        |
| ------ | ----------------------------- | ---------- | --------------------------------- |
|        | Royal Australian Navy Ensign  | Australien | Royal Australian Navy             |
|        | Barbados Naval Ensign         | Barbados   | Barbados Coast Guard              |
|        | Canadian Naval Ensign         | Kanada     | Royal Canadian Navy               |
|        | Fijian Naval Ensign           | Fidschi    | Republic of Fiji Military Forces  |
|        | Indian Navy Ensign            | Indien     | Indian Navy                       |
|        | Jamaican Naval Ensign         | Jamaika    | Jamaica Defence Force Coast Guard |
|        | Royal New Zealand Navy Ensign | Neuseeland | Royal New Zealand Navy            |
|        | South African Navy Ensign     | Südafrika  | South African Navy                |

## White Ensigns außerhalb der militärischen Verwendung

Flagge des britischen Antarktis-Territoriums

Die Flagge des britischen Antarktis-Territoriums (British Antarctic Territory) ist ein White Ensign mit dem Wappen des Territoriums. Es ist die einzige White Ensign, die in einem britischen Übersee-Territorium in Gebrauch ist.
Ein White Ensign ohne das St. Patrick’s Cross mit einem blauen Leuchtturm auf der freien Fläche wird von dem Kontrolleur des Northern Lighthouse Board (NLB) genutzt. Die Flagge ist einzigartig im Vereinigten Königreich, da sie den Union Jack aus der Zeit vor 1801 nutzt.

Flagge des Kontrolleurs (Commissioner’s Flag) des Northern Lighthouse Board